# Bruchophagus mexicanus
Bruchophagus mexicanus är en stekelart som beskrevs av William Harris Ashmead 1894. Bruchophagus mexicanus ingår i släktet Bruchophagus och familjen kragglanssteklar. Inga underarter finns listade.